# Бертран Гашо
Бертран Гашо (фр. Bertrand Gachot; рођен 23. децембра 1962. године у Луксембургу) је бивши белгијски возач Формуле 1. У својој каријери је учествовао на 84 трке и освојио укупно 5 поена.